# Chapulines

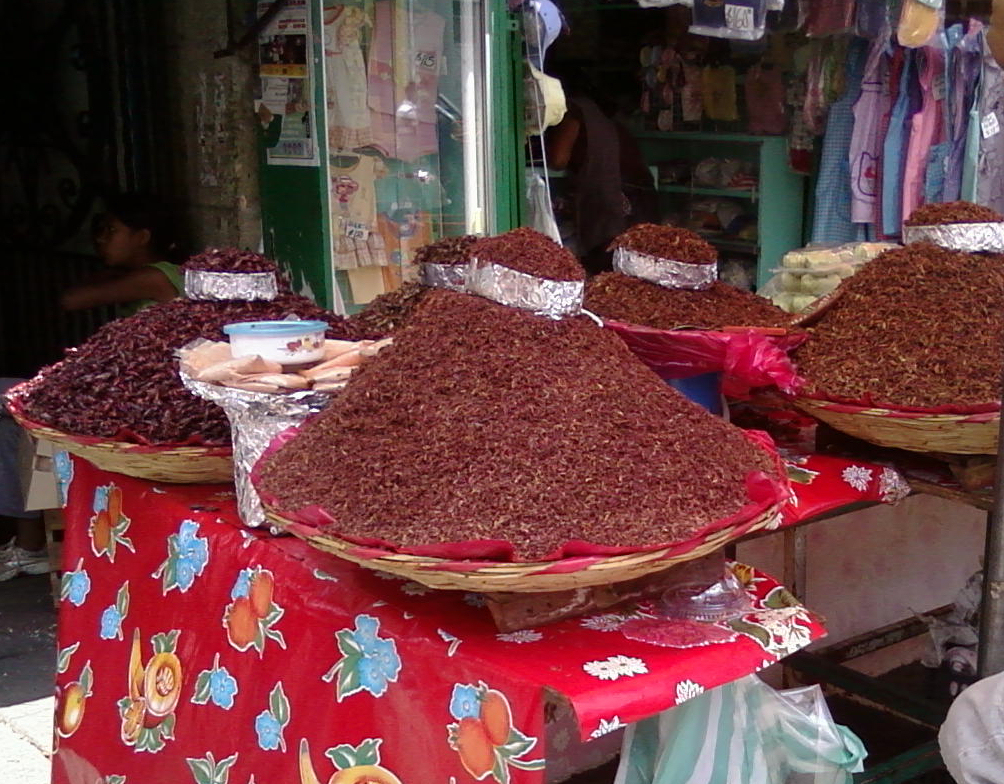
Chapulines di Oaxaca

Chapulines, plurale per chapulín (pronuncia spagnola: tʃapu'lin ), sono cavallette del genere Sphenarium, comunemente usate come cibo in alcune aree del Messico. Il termine è specifico del Messico e deriva dalla parola nahuatl chapolin t͡ʃa'polin (singolare) o chapolimeh t͡ʃapo'limeʔ (plurale).
In Spagna e in molti paesi ispanofoni, la parola usata per "cavalletta" è saltamontes o saltón.
Le cavallette vengono raccolte solo in certi periodi dell'anno.
Dopo essere state pulite e lavate, vengono tostate su un comal (superficie di cottura di argilla), condite con aglio, succo di limetta e sale contenente estratto di vermi d'agave, conferendo un sapore amaro-piccante-salato al prodotto finito.
Talvolta le cavallette sono condite con peperoncino, sebbene spesso sia usato per coprire il sapore del chapuline stantìo.
Una regione del Messico dove sono molto consumate è lo stato di Oaxaca, dove sono vendute come merendine negli eventi sportivi locali e stanno avendo diffusione tra i foody, persone alla ricerca di cibi particolari.
Le chapulines sembrerebbe venissero mangiate almeno fin dalla prima conquista spagnola dell'attuale Messico, nella prima metà del XVI secolo.

## Rischi per la salute
Le chapulines devono essere ben cotte prima del consumo, perché potrebbero portare nematodi che potrebbero infettare l'uomo.